# Scopula tawneata
Scopula tawneata là một loài bướm đêm trong họ Geometridae.